# Milpillas, Senguio
Milpillas är en ort i Mexiko.   Den ligger i kommunen Senguio och delstaten Michoacán de Ocampo, i den södra delen av landet, 130 km väster om huvudstaden Mexico City. Milpillas ligger 2 371 meter över havet och antalet invånare är 727.
Terrängen runt Milpillas är lite bergig, och sluttar västerut. Runt Milpillas är det ganska tätbefolkat, med 192 invånare per kvadratkilometer. Närmaste större samhälle är Maravatío, 17,0 km nordväst om Milpillas. I omgivningarna runt Milpillas växer huvudsakligen savannskog.